# Confessio Tetrapolitana
Die Confessio Tetrapolitana (Vierstädte-Bekenntnis) ist eine der ersten reformierten Bekenntnisschriften.
Die Confessio Tetrapolitana wurde auf dem Augsburger Reichstag 1530 angefertigt, um die oberdeutsche evangelische Position vorzustellen. Die oberdeutschen Reichsstädte Straßburg, Memmingen, Lindau und Konstanz hatten die Zustimmung zur Confessio Augustana von Philipp Melanchthon wegen der lutherischen Abendmahlslehre verweigert und stattdessen die von Martin Bucer und Wolfgang Capito verfasste Confessio Tetrapolitana vorgelegt.
Die Confessio Tetrapolitana ist in 23 Artikel unterteilt und ähnlich aufgebaut wie die Confessio Augustana. Theologisch hält sie gerade in der Sakramentenlehre eine vermittelnde Position zwischen Martin Luther und dem Schweizer Reformator Ulrich Zwingli, der mit Fidei ratio ad Carolum imperatorem ein eigenes Bekenntnis vorlegte. Besonders betont die Confessio Tetrapolitana die Bedeutung der Schrift als die alleinige Quelle der evangelischen Lehre. Die Unterschiede zum lutherischen Bekenntnis betreffen neben der Sakramentslehre die Ablehnung der Bilder und die Bedeutung der Guten Werke als Dienst am Nächsten für den Glauben. Aber auch von der zwinglischen Lehre, die im Abendmahl nur eine Gedächtnisfeier sieht, weicht sie ab, indem sie die Realpräsenz Christi im Abendmahl nicht völlig ablehnt, sondern auf eine geistige Ebene hebt.
Die Confessio Tetrapolitana wurde am 9. Juli 1530 dem kaiserlichen Vizekanzler in lateinischer und deutscher Sprache übergeben, jedoch nicht öffentlich verlesen. Um den Anschluss an die lutherischen Stände nicht zu verlieren und in den Schmalkaldischen Bund aufgenommen zu werden, unterzeichnete Straßburg 1532 neben der Confessio Tetrapolitana auch die Confessio Augustana.

## Ausgaben
- E. F. Karl Müller (Hrsg.): Die Bekenntnisschriften der reformierten Kirche. Leipzig, 1903 (Nachdruck Zürich 1987), S. 55–78.
- Friedrich Braun (Hrsg.): Confessio Tetrapolitana. Das schwäbische Vierstädtebekenntnis 1530. Ein Seitenstück zur Augsburgischen Konfession. Memmingen 1930.
- Robert Stupperich (Hrsg.): Martin Bucers Deutsche Schriften Bd. 3: Confessio Tetrapolitana und die Schriften des Jahres 1531.  Gütersloh 1969, S. 13–185 (und weitere Quellen).